# Anaptomecus longiventris
Espèce
Anaptomecus longiventris est une espèce d'araignées aranéomorphes de la famille des Sparassidae.

## Distribution
Cette espèce se rencontre en Équateur, au Panama et au Costa Rica.

## Description
Les mâles mesurent de 8,61 à 10,59 mm et les femelles de 10,11 à 11,74 mm.

## Publication originale
- Simon, 1903 : Descriptions d'arachnides nouveaux. Annales de la Société entomologique de Belgique, vol. 47, p. 21-39 (texte intégral).